# Oualid El Hajjam
Oualid El Hajjam (in arabo وليد الحجام‎?; Châteauroux, 19 febbraio 1991) è un calciatore marocchino con cittadinanza francese, difensore del Le Havre.

## Caratteristiche tecniche
È un terzino destro.

## Carriera

### Club
Ha esordito in Ligue 1 con l'Amiens il 5 agosto 2017 in un match perso 2-0 contro il Paris Saint-Germain.

### Nazionale
Tra il 2018 ed il 2019 ha giocato complessivamente 3 partite con la nazionale marocchina.

## Statistiche

### Presenze e reti nei club
Statistiche aggiornate al 22 maggio 2022.
| Stagione        | Squadra         | Campionato      | Campionato | Campionato | Coppe nazionali | Coppe nazionali | Coppe nazionali | Coppe continentali | Coppe continentali | Coppe continentali | Altre coppe | Altre coppe | Altre coppe | Totale | Totale | Totale |
| Stagione        | Squadra         | Comp            | Pres       | Reti       | Comp            | Pres            | Reti            | Comp               | Pres               | Reti               | Comp        | Pres        | Reti        | Pres   | Reti   |        |
| --------------- | --------------- | --------------- | ---------- | ---------- | --------------- | --------------- | --------------- | ------------------ | ------------------ | ------------------ | ----------- | ----------- | ----------- | ------ | ------ | ------ |
| 2012-2013       | Amiens          | NAT             | 7          | 0          | CF              | 0               | 0               |                    | -                  | -                  |             | -           | -           | 7      | 0      |        |
| 2013-2014       | Amiens          | NAT             | 20         | 0          | CF+CdL          | 0+1             | 0               |                    | -                  | -                  |             | -           | -           | 21     | 0      |        |
| 2014-2015       | Amiens          | NAT             | 13         | 1          | CF              | 1               | 0               |                    | -                  | -                  |             | -           | -           | 14     | 1      |        |
| 2015-2016       | Amiens          | NAT             | 18         | 0          | CF              | 0               | 0               |                    | -                  | -                  |             | -           | -           | 18     | 0      |        |
| 2016-2017       | Amiens          | L2              | 28         | 1          | CF+CdL          | 0+0             | 0               |                    | -                  | -                  |             | -           | -           | 28     | 1      |        |
| 2017-2018       | Amiens          | L1              | 26         | 1          | CF+CdL          | 1+2             | 0               |                    | -                  | -                  |             | -           | -           | 29     | 1      |        |
| 2018-2019       | Amiens          | L1              | 11         | 0          | CF+CdL          | 2+2             | 0               |                    | -                  | -                  |             | -           | -           | 15     | 0      |        |
| Totale Amiens   | Totale Amiens   | Totale Amiens   | 123        | 3          |                 | 9               | 0               |                    | -                  | -                  |             | -           | -           | 132    | 3      |        |
| 2019-2020       | Troyes          | L2              | 22         | 1          | CF+CdL          | 1+0             | 0               |                    | -                  | -                  |             | -           | -           | 23     | 1      |        |
| 2020-2021       | Troyes          | L2              | 28         | 0          | CF              | 0               | 0               |                    | -                  | -                  |             | -           | -           | 28     | 0      |        |
| 2021-2022       | Troyes          | L1              | 19         | 1          | CF              | 0               | 0               |                    | -                  | -                  |             | -           | -           | 19     | 1      |        |
| Totale Troyes   | Totale Troyes   | Totale Troyes   | 69         | 2          |                 | 1               | 0               |                    | -                  | -                  |             | -           | -           | 70     | 2      |        |
| 2022-2023       | Le Havre        | L2              | 36         | 1          | CF              | 0               | 0               |                    | -                  | -                  |             | -           | -           | 36     | 1      |        |
| 2023-2024       | Le Havre        | L1              | 13         | 0          | CF              | 3               | 0               |                    | -                  | -                  |             | -           | -           | 16     | 0      |        |
| 2024-2025       | Le Havre        | L1              | 0          | 0          | CF              | 0               | 0               |                    | -                  | -                  |             | -           | -           | 0      | 0      |        |
| Totale Le Havre | Totale Le Havre | Totale Le Havre | 39         | 1          |                 | 3               | 0               |                    | -                  | -                  |             | -           | -           | 42     | 1      |        |
| Totale Carriera | Totale Carriera | Totale Carriera | 231        | 6          |                 | 13              | 0               |                    | -                  | -                  |             | -           | -           | 244    | 6      |        |

### Cronologia presenze e reti in nazionale
| Cronologia completa delle presenze e delle reti in nazionale ― Marocco | Cronologia completa delle presenze e delle reti in nazionale ― Marocco | Cronologia completa delle presenze e delle reti in nazionale ― Marocco | Cronologia completa delle presenze e delle reti in nazionale ― Marocco | Cronologia completa delle presenze e delle reti in nazionale ― Marocco | Cronologia completa delle presenze e delle reti in nazionale ― Marocco | Cronologia completa delle presenze e delle reti in nazionale ― Marocco | Cronologia completa delle presenze e delle reti in nazionale ― Marocco |
| Data                                                                   | Città                                                                  | In casa                                                                | Risultato                                                              | Ospiti                                                                 | Competizione                                                           | Reti                                                                   | Note                                                                   |
| ---------------------------------------------------------------------- | ---------------------------------------------------------------------- | ---------------------------------------------------------------------- | ---------------------------------------------------------------------- | ---------------------------------------------------------------------- | ---------------------------------------------------------------------- | ---------------------------------------------------------------------- | ---------------------------------------------------------------------- |
| 27-3-2018                                                              | Casablanca                                                             | Marocco                                                                | 2 – 0                                                                  | Uzbekistan                                                             | Amichevole                                                             | -                                                                      | 81’                                                                    |
| 20-11-2018                                                             | Radès                                                                  | Tunisia                                                                | 0 – 1                                                                  | Marocco                                                                | Amichevole                                                             | -                                                                      |                                                                        |
| 22-3-2019                                                              | Blantyre                                                               | Malawi                                                                 | 0 – 0                                                                  | Marocco                                                                | Qual. Coppa d'Africa 2019                                              | -                                                                      |                                                                        |
| Totale                                                                 |                                                                        | Presenze                                                               | 3                                                                      |                                                                        | Reti                                                                   | 0                                                                      |                                                                        |

## Palmarès

### Club

#### Competizioni nazionali
- Campionato francese di seconda divisione: 2

Troyes: 2020-2021
Le Havre: 2022-2023